# Hội chứng chiến tranh Vùng Vịnh
Hội chứng chiến tranh Vùng Vịnh, còn gọi là Hội chứng Vùng Vịnh, tiếng Anh: Gulf War syndrome (GWS) hay Gulf War illness (GWI), là thuật ngữ chỉ một căn bệnh mãn tính đa triệu chứng rối loạn mà những cựu chiến binh và người dân trong và sau cuộc chiến tranh Vùng Vịnh 1990 - 1991 mắc phải. Một loạt các triệu chứng cấp và mãn tính bao gồm đau đầu, đau lan rộng, các biểu hiện về hành vi - thần kinh như khó khăn về nhận thức, mệt mỏi không rõ nguyên nhân, đau khớp, mất thăng bằng, rối loạn da như phát ban, tiêu chảy mạn tính, các vấn đề về đường tiêu hóa, hô hấp và các rối loạn khác. Khoảng 250.000 của 697.000 cựu chiến binh Mỹ từng phục vụ trong chiến tranh Vùng Vịnh năm 1991 đều bị ảnh hưởng lâu dài từ chứng bệnh mãn tính đa triệu chứng này, với những hậu quả ảnh hưởng nghiêm trọng đến sức khỏe. Từ năm 1995 đến năm 2005, tình trạng sức khỏe của các cựu chiến binh chiến đấu trở nên tồi tệ hơn so với các cựu chiến binh không tham gia, với sự khởi nguyên của nhiều chứng mới của bệnh mạn tính, suy giảm chức năng, thăm khám và nhập viện liên tục, hội chứng mệt mỏi kinh niên làm họ ngày càng suy nhược, cùng với rối loạn căng thẳng sau chấn thương, những ảnh hưởng này vẫn kéo dài và chưa có biện pháp điều trị dứt điểm nào.. Theo báo cáo của Ủy ban cố vấn nghiên cứu Mỹ về bệnh của các cựu chiến binh Vùng Vịnh, chiến binh Iraq và Afghanistan, đưa ra nhận định họ cũng có thể bị hội chứng này..
Những nguyên nhân được cho là có liên quan đến hội chứng này bao gồm: sự phơi nhiễm uranium giảm xạ (loại chất phóng xạ được Hoa Kỳ sử dụng phổ biến trên đạn pháo xe tăng), thuốc trừ sâu, vắc xin, hạt phóng xạ, khí độc từ các giếng dầu bị đốt cháy, vũ khí sinh – hóa học cũng như loại thuốc chống khí độc pyridostigmine bromide (PB), chiến đấu căng thẳng và yếu tố tâm lý.